# Namloser Bergen en Heiterwandgroep

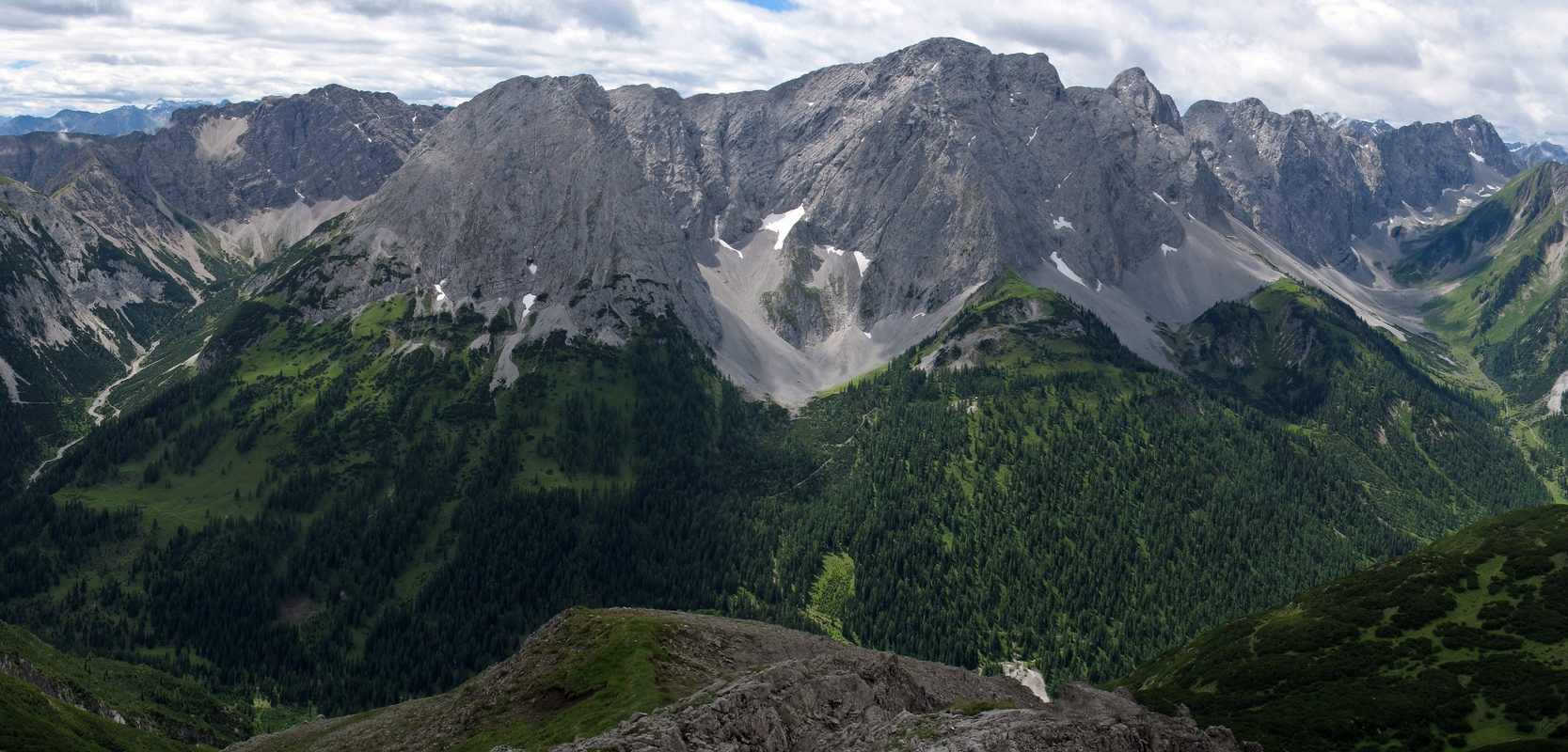
De Heiterwandt

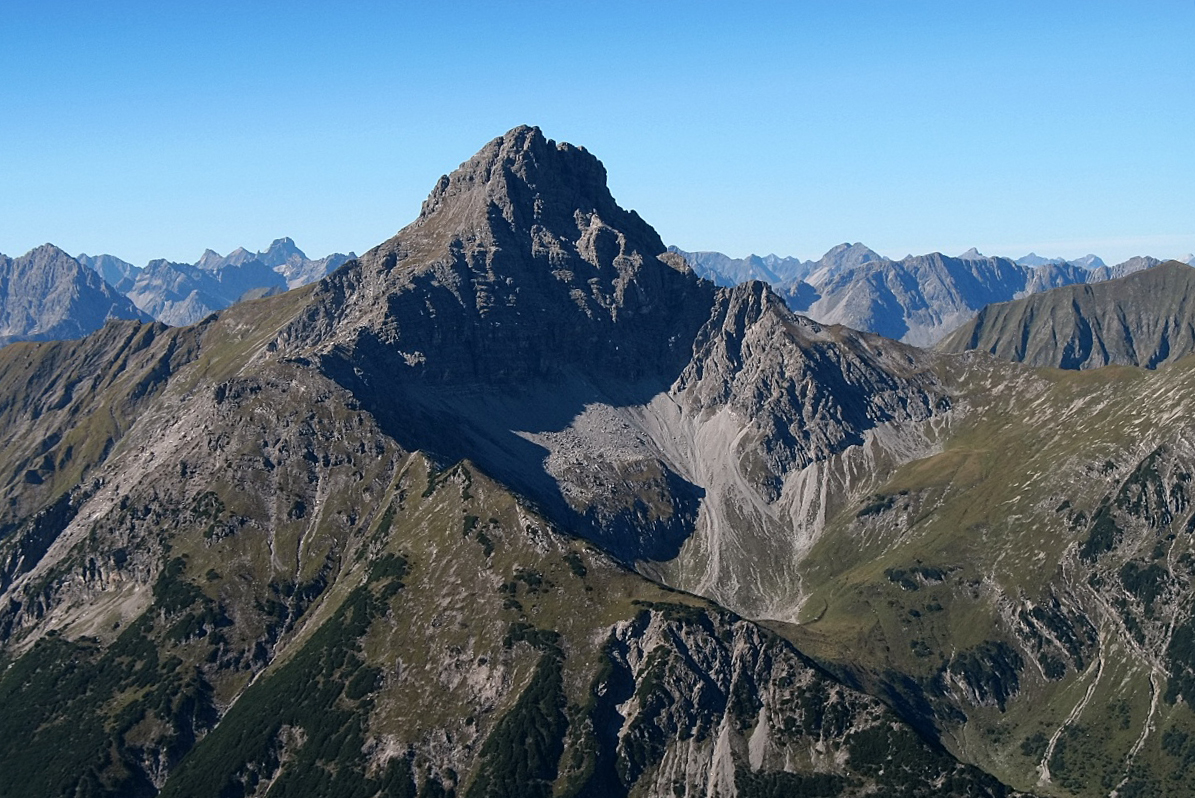
De Namloser Wetterspitze, een van de Namloser Bergen

De Namloser Bergen en Heiterwandgroep (Duits: Namloser Berge und Heiterwand) is een van de negen subgroepen waarin de Oostenrijkse Lechtaler Alpen worden onderverdeeld.
De subgroep is qua oppervlakte de grootste van de Lechtaler Alpen. De bergketen wordt in het noordwesten begrensd door het Lechtal. In het noorden liggen twee andere subgroepen van de Lechtaler Alpen, de Liegfeistgroep en de Thaneller- en Loreagroep, waarvan het gescheiden wordt door het Namlostal en het Rotlechtal. In het zuidoosten ligt het Gurgltal, in het zuidwesten de Muttekopf- en Parzinngroep. De grens tussen de Namloser Bergen en Heiterwandgroep en de Muttekopf- en Parzinngroep wordt gevormd door de bergpas Hahntennjoch. Een groot deel van de Namloser Bergen en Heiterwandgroep is opgebouwd uit dolomiet. De Heiterwand, een belangrijke keten in de subgroep en medenaamgever hieraan, bestaat echter voor een groot deel uit Wettersteinkalk. De hoogste top van de Heiterwand is met 2639 meter tevens de hoogste top van de hele subgroep.
In de Namloser Bergen en Heiterwandgroep liggen de Heiterwandhütte en de Anhalter Hütte.

## Bergtoppen
Benoemde bergtoppen in de Namloser Bergen en Heiterwandgroep zijn:
- Heiterwand (Hauptgipfel), 2639 meter
- Tarrentonspitze, 2608 meter
- Gabelspitze, 2581 meter
- Namloser Wetterspitze, 2553 meter
- Alpeilspitzen, 2552 meter, 2521 meter en 2450 meter
- Maldongrat, 2544 meter
- Östliche Steinmandlwand, 2507 meter
- Mittlere Kreuzspitze, 2496 meter
- Elmer Kreuzspitze, 2480 meter
- Rauchberg, 2480 meter
- Heiterwand (Ostgipfel), 2471 meter
- Pfeilspitze, 2469 meter
- Bschlaber Kreuzspitze, 2462 meter
- Falschkogel, 2388 meter
- Rudiger, 2382 meter
- Seelakopf, 2368 meter
- Elmer Muttekopf, 2350 meter
- Hochpleisspitze, 2349 meter
- Rotwand, 2334 meter
- Tschachaun, 2334 meter
- Ortkopf, 2314 meter
- Egger Muttekopf, 2311 meter
- Geireköpfe, 2303 meter
- Tauberspitze, 2298 meter
- Habart, 2294 meter
- Engelspitze, 2291 meter
- Schlierekopf, 2290 meter
- Hinterbergköpfe, 2278 meter
- Sinnesjoch, 2273 meter
- Alpleskopf, 2258 meter
- Rudigerkopf, 2249 meter
- Treiköpfe, 2229 meter
- Mittagspitze, 2227 meter
- Schafjoch, 2226 meter
- Kienberg, 2218 meter
- Schlierewand, 2217 meter
- Sandegg, 2216 meter
- Sonnenkogel, 2185 meter
- Karleskopf, 2179 meter
- Brunnenkopf, 2155 meter
- Kalter Stein, 2145 meter
- Imster Mitterberg, 2118 meter
- Frauenspitze, 2111 meter
- Brandkopf, 1981 meter
- Stanzacher Steinmandl, 1909 meter
- Jöchle, 1901 meter
- Sacker Berg, 1785 meter
- Brandkopf, 1715 meter
- Unterer Sießekopf, 1543 meter